# نحل العسل
نحل العسل (الاسم العلمي: Apis) هو جنس من النحل، يتم تمييزها أساساً عن طريق إنتاجها وتخزينها للعسل وإنشائها لخلايا النحل المعمرة من الشمع.
هناك العديد من أنواع النحل المنتشر في العالم لكن من المهم معرفة أن النحل المنتج للعسل هو نوع واحد يطلق عليه علميا والذي بدورة ينقسم لعدة سلالات.

## التاريخ
من المعروف أن نحل العسل يتبع العالم القديم إذ وجد على الحالة البرية في قارات آسيا وأفريقيا وأوروبا أما النحل الموجود في القارتين الأمريكيتين وأستراليا فقد أدخله المستوطنون الذين استعمروا تلك المناطق بعد اكتشافها وتدل الحفريات أن نحل العسل كان موجوداً قبل ظهور الإنسان على وجه الأرض واتخد من الجبال وجذوع الشجر سكناً له وكان الإنسان البدائي يقتل النحل ليجمع العسل ولا زال بعض سكان الغابات الأفريقية يقومون بالسطو على نحل العسل الذي يسكن الأشجار القديمة والمجوفة ويحددون مكان النحل بواسطة أنواع من الطيور تهاجم النحل وتتغدى عليه وتسمى الطيور المرشدة
ومن المؤكد أن بداية إستئناس وتربية النحل قد ظهرت في الحضارات القديمة حيث وجدت بعض النقوش في المعابد الفرعونية تعود إلى سنة 2600 قبل الميلاد تبين طريقة تربية النحل قديماً عن الفراعنة، وبالرغم من أن علم البلايونتولوجي (دراسة حفريات بقايا النباتات والحيوانات) وضح الكثير من تاريخ التطور في الحشرات إلا أن السلوك لا يمكن حفظه على أشكال حفرية
وهناك ارتباط وثيق بين نشوء وتطور نحل العسل وبين ظهور النباتات المزهرة فقد عثر في صخور العصر الطباشيري علي الكثير من حفريات هذة النباتات إلا إنه من المؤكد الآن أن تطور نحل العسل عن أسلافه أشباه الدبابير قد ظهر في أواخر العصر الطباشيري منذ حوالي 80 مليون سنة ولا زالت الكثير من الأسرار عن تاريخ وتطور نحل العسل عبر التاريخ لم تكتشف بعد
ولم تظهر تطورات كبيرة على تربية النحل إلا بعد أن أكتشف القسيس الأمريكي لانجستروث المسافة النحلية التي يتركها النحل كممر بين أقراصه وتبلغ 7.8 مم وعلى أساس هذا الاكتشاف صنع خليته المشهورة بإسمه (خلية لانجستروث) سنة 1852، وكانت أول خلية بها براويز معلقة ومتحركة يفصل بين كل منها مسافة نحلية ثابتة

## الأفراد وعملهم
- الشغالة هي التي تقوم بجميع الأعمال إذ إنها تعرف بغريزتها واجباتها المحددة ويتم تقسيم العمل بين الشغالات حسب أعمارها ونمو أعضائها وحسب حاجة الطائفة.
- الملكة وهدفها وضع البيض الذي ينتج عنه جميع أفراد الخلية.
- الذكور وهدفهم  المحدد وهو تلقيح الملكات.

## أنواع النحل

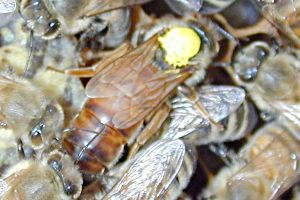
رحيق ملكي يساعد الملكة على العيش طويلا.

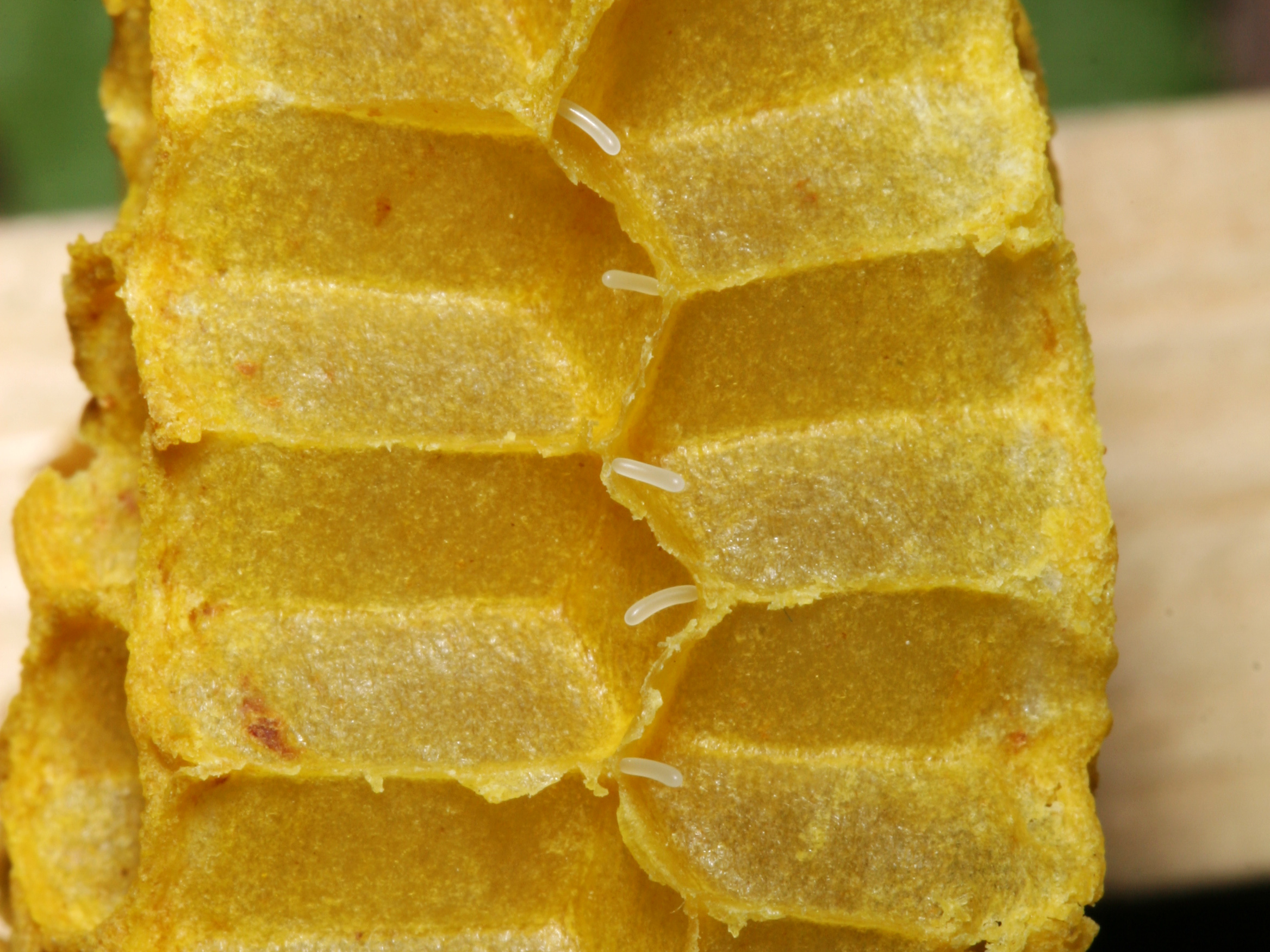
بيض الملكة في خلية مفتوحة

توجد نحو 20.000 نوع من النحل في مختلف أنحاء العالم، منها جنس واحد مستأنس لإنتاج العسل:
هو نحل العسل الغربي Apis mellifera ويدخل تحته عدة أنواع أخرى مثل إيطالي وروسي وقوقازي وألماني وكرنيولي والتلياني والمصري وأنواع أخرى عديدة.
تطير النحلة وتزور نحو 100 زهرة وتنقل خلالها ما يزيد عن نصف وزنها من حبوب لقاح النبات.
- لكي تجمع النحلة 500 جراما من العسل يحتاج مجتمع النحل الطيران نحو 100.000 كيلومتر.
- تجمع الشغالة نحو 1/12 ملعقة صغيرة من العسل خلال فترة عمرها.
- تبلغ القيمة الإنتاجية الناشئة عن النحل في الولايات المتحدة الأمريكية نحو 15 مليار دولار سنويا، من ضمنها ما يقوم به النحل من تلقيح لاشجار الفواكه المختلفة.

## الخلية
تعيش ما بين 20.000 إلى 30.000 نحلة في خلية واحدة. تقوم الشغالة بتدفئة الخلية اثناء الشتاء وذلك عن طريق تشغيل أجنحتها. وتقوم الشغالة المتوسطة في العمر ببناء خلايا الشمع، والتي تحتاج لها نحو 1 كيلوجرام من رقائق الشمع اتي تنمو على جسدها.

## لغة الإتصال
وصف كارل فون فريش نوعين أساسيين من وسائل الاتصال بين الشغالات وهما:
- لغة الرقص الدائري.
- لغة الرقص الاهتزازي.

إن نوع الرقص التي تؤديه النحلة الكشافة يتوقف على بعد مصدر الغذاء من الخلية فإذا كان هذا المصدر على مسافة 50 متراً نجد أن الرقص الدائري هو السائد حيث تدور الشغالة حول نفسها وأحياناً تغير الاتجاه يميناً ويساراً، أما إذا كانت المسافة 50 - 100 متر فإنها تؤدي الرقص الاهتزازي وكلما زاد بعد مصدر الغذاء قلت عدد اللفات التي تدورها الشغالة فإذا كانت المسافة 100 متر يكون عدد اللفات التي تقوم بها هذة الشغالة 9 - 10 لفات خلال 15 ثانية أما إذا كانت المسافة 200 متر فيكون عدد اللفات 7 لفات خلال نفس المدة وينخفض إلى 4 لفات إذا كانت المسافة كيلو متر واحد. وقد لوحظ إن النحل يعطي إشارات للمصدر الغذائي قد يبعد عن الخلية حوالي 200 متر، ولكي تقوم النحلة بالرقص الاهتزازي فإنها تسير في خط مستقيم مسافة قصيرة وتحرك بطنها بسرعة من جانب أخر ثم تتحرك في قوس إلى اليسار ثم في خط مستقيم ثانية ثم تتحرك في قوس إلي اليمين.
أما بخصوص تحديد المصدر الغذائي بالنسبة للخلية فإن الرقص الدائري يكفي إذا كان الغذاء قريباً وذلك بحدود خمسة أمتار حيث يمكن للشغالة رؤيته بمجرد طيرانها من الخلية، أما حين يكون موقع الغذاء أبعد من ذلك فقد لوحظ أن الشغالة تغير إتجاه الحركة المستقيمة في الرقص الاهتزازي بنفس الزاوية التي تصنعها الكرة الأرضية مع الشمس في حالة دورانها حول نفسها فإذا كان إتجاه رأس الشغالة وقت أدائها الحركة نحو الأعلى فمعنى ذلك أن مصدر الغذاء باتجاه الشمس وإذا كان في الأسفل فإنه عكس إتجاه الشمس أما إذا كان رأسها مائل بزاوية على يسار الخط الرأسي فيكون المصدر على زاوية 60∘ درجة على يسار الشمس أما إذا كان الخط الرأسي مائلاً بزاوية ماعلى يمين الخط الرئيسي فيكون إتجاه الغذاء على يمين الشمس بنفس الزاوية وهكذا. وهذة الطريقة تحدث عندما تكون الأقراص الشمعية التي ترقص عليها الشغالات في وضعها العامودي الطبيعي، أما إذا كانت الأقراص أفقية فيلاحظ أن الشغالات تؤدي هذا الرقص مشيرة إلي مصدر الغذاء كإبرة بوصلة وللنحل القدرة على اكتشاف أشعة الشمس حتي في الأيام الغائمة ويعود ذلك إلى حساسية أعين النحلة المركبة لأشعة فوق البنفسجية التي تخترق السحب من الشمس.

## غدد النحل
غدد النحل. يوجد اعلى الفك بقليل مجموعة من الغدد الفكية التي تقوم بإفراز
10-hydroxy-E-2decanoicacid
وهي مادة تتكون من دهون وبروتين وفيتامينات تفرز هذه المادة الشغلات الفتية لتغذية الحضنة
وتفرز مواد متطايرة و Octanic حيث انها منكهه للغذاء الملكي
وتفرز الشغالات الكبيرة فرمونات التحذير بإفراز
2-heptaun
وملكة النحل تفرز مواد تساعدها بالسيطرة على الطائفة تسمى بمادة الملكة وهذه المادة لها تأثير على تثبيط إنتاج بيوض للشغالات وتثبط عمل البيوت الملكية وجذب الذكور وجذب أفراد الطائفة عند حدوث التطريد
النوع الثاني من الغدد هي الغدد تحت البلعومية (4 غدد) تفرز دهون وبروتينات وفيتامينات تضاف للغذاء الملكي لتغذي به الحضنة وتفرز مادة تحول الجلوكوز إلى حمض وهي المكان الأساسي الذي يفرز الانفرتيز
أما الغدة اللعابية يوجد نوعان، زوج خلف المخ إفرازاتها دهنية والآخرى خلف الصدر وإفرازاتها مائية تفرز lipose هاضم للدهون و protaise هاضم للبروتين و Diastose هاضم للسكريات يحول الرحيق لعسل و Invertase هاضم للسكريات يحول الرحيق لعسل وتستخدم لتنضيف الملكة وتساعد في تطرية المواد التي تحتاج إلى مضغ
ويوجد لدى شغالات النحل غدة الرائحة ظهرية تستخدمها عند التطريد ولتبيهالتطريدولتبيه الطائفة لمصادر الماء وهناك غدة تعرف بغدة دوفر وتسمى أيضا بالغدة القلوية وهي فعالة في الملكة فقط تفرز مواد شمعية لها رائحة وظيفتها تنبه الشغالات أن البيض الموضوع من الملكة وتوجد هذه الغدة في آلة وضع البيض

## معرض الصور

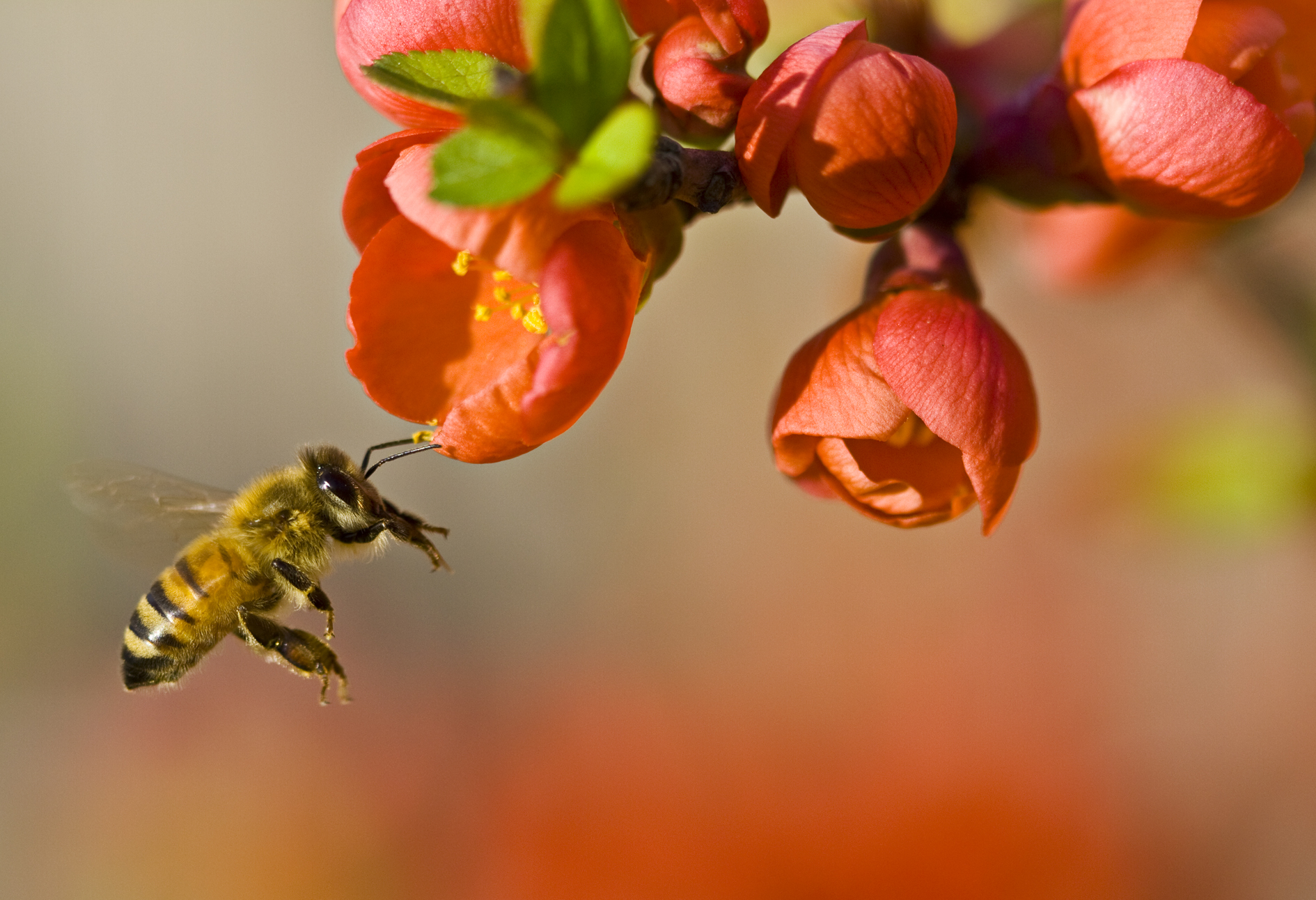
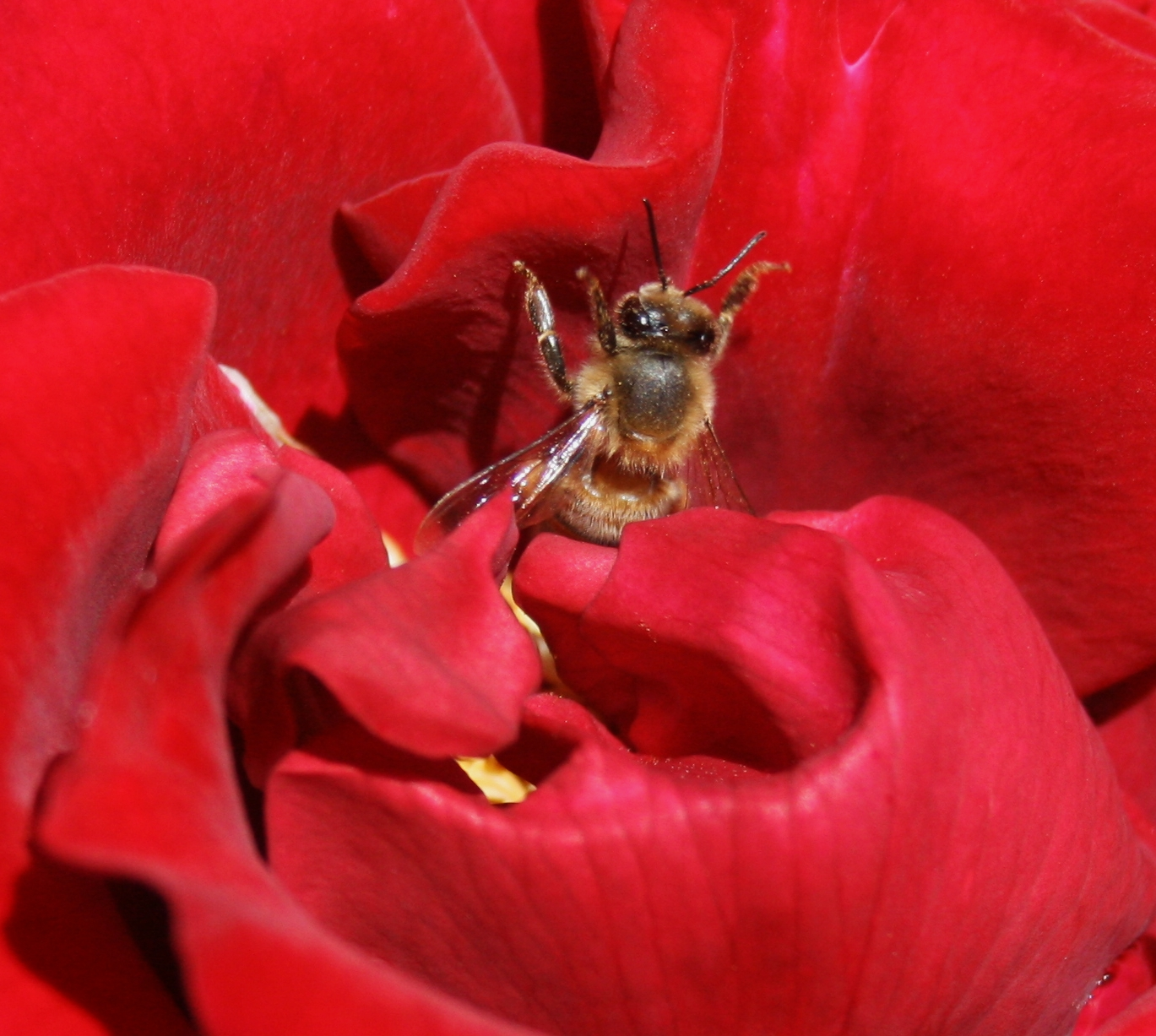
نحلة على وردة
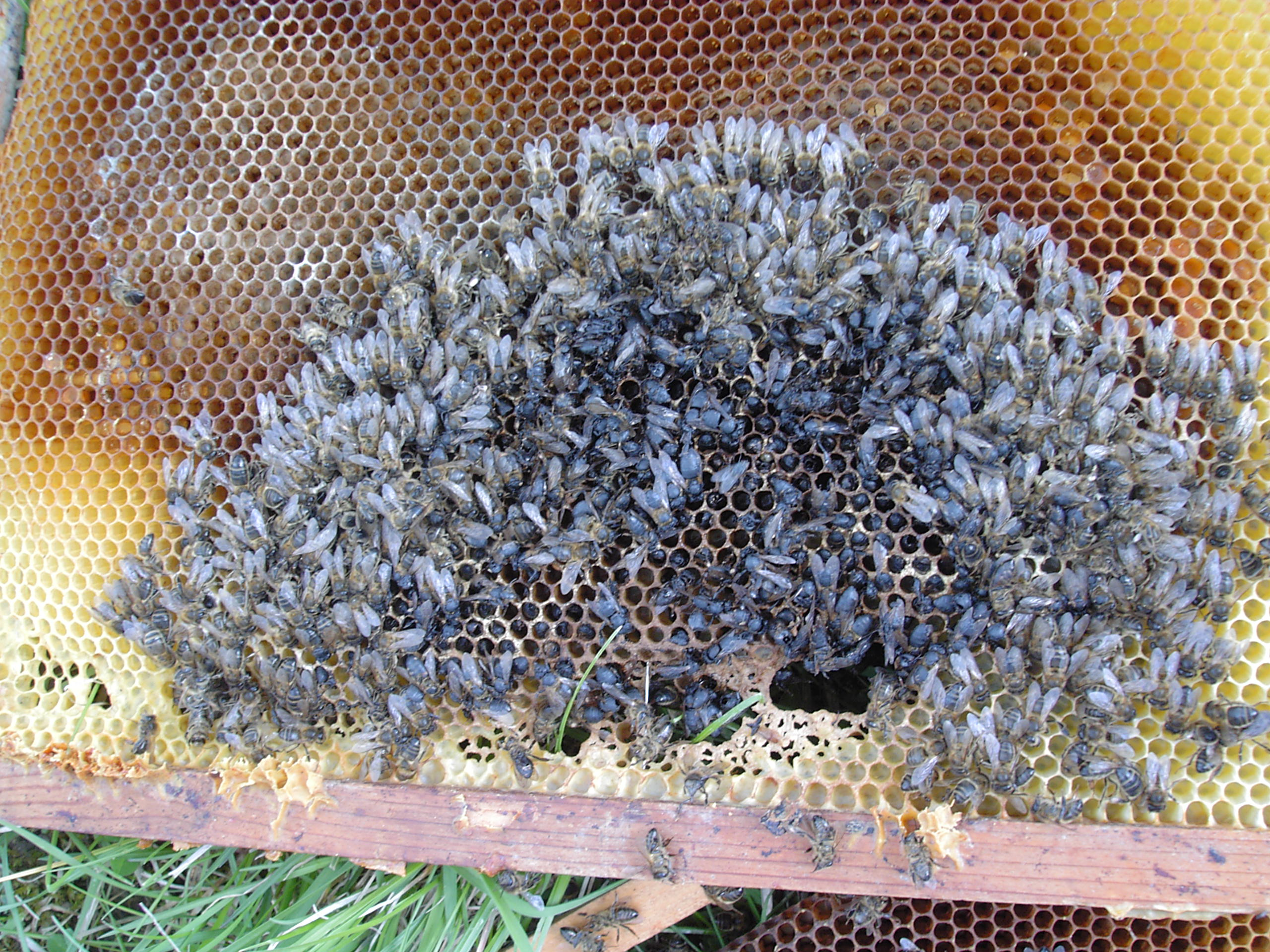
نحل ميت
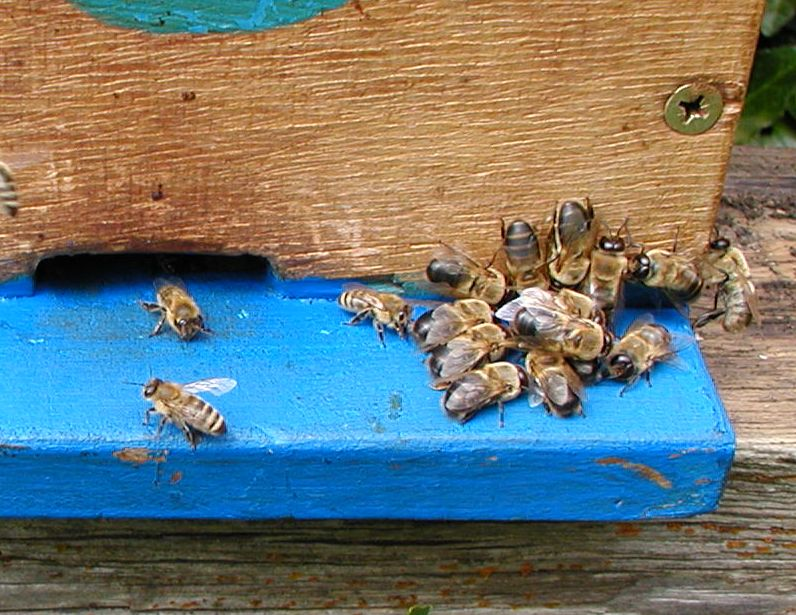
شغالة (يسار) تدافع عن الخلية ضد معتدي (يمين)

## العلاج بالنحل
الاستعمال الطبي لمنتجات عسل النحل. والذي يمكن أن يشمل ذلك استخدام حبوب اللقاح والعسل والبروبوليس والغذاء الملكي وسم النحل. معظم طرق علاج النحل لم تثبت للمعايير العلمية والطب القائم على الأدلة هي في الطبيعة

## وصلات خارجية
- Cornwall Honey Beepedia
- Honeybee facts, life cycle, and anatomy